# In Search of Sunrise 6, Ibiza
In Search of Sunrise 6, Ibiza (Afgekort ISOS 6) is het zesde deel in de In Search of Sunrise-serie die gemixt is door DJ Tiësto. Het album is in Nederland uitgekomen op 7 september 2007. Het album bestaat uit 2 cd's.
Eerder in 2007 verscheen op torrentsites al een nep-versie, In Search Of Sunrise 6: London, de cd bevatte zelfs een cd cover maar is geen officiële cd uit de ISOS-reeks.
Op 3 november 2007 was er een speciale release-party in de Heineken Music Hall in Amsterdam

## Productie
Tiësto deed zijn inspiratie voor dit deel van de ISOS-reeks op tijdens een vakantie op Ibiza in 2007. Hij nam de cd op een ouderwetse manier op, zonder computers of programma's maar gewoon rechtstreeks van de cd/ platenspelers. Op 17 Augustus 2007 kondigde Tiësto op zijn website aan dat de cd's klaar waren, hierbij gaf hij ook een link naar een promotiefilmpje op YouTube.

## Tracklist

### CD 1
1. Es Vedrá - "Hacienda"
2. Glenn Morrison – "Contact"
3. Andy Duguid featuring Leah - "Don't Belong"
4. Solaris Heights – "Vice" [Sydenham Dub]
5. Global Experience – "Madras"
6. Leonid Rudenko - "Summerfish" [Scandall Sunset On Ibiza Mix]
7. Clear View featuring Jessica - "Tell Me"
8. The Veil Kings - "Searching For Truth"
9. Ohmna - "The Sun'll Shine" [Sunrise Mix]
10. Moonbeam - "See The Difference Inside" [Inside Mix]
11. Allure featuring Julie Thompson - "Somewhere Inside Of Me"
12. Taxigirl - "High Glow"
13. Reeves featuring Alanah - "Lonely"
14. Imogen Heap - "Hide & Seek" [Tiësto's In Search Of Sunrise Remix]

### CD 2
1. Steve Forte Rio - "A New Dawn"
2. Nic Chagall - "What You Need" [NC's In Love With Prog Mix]
3. Marc Marzenit - "Trozitos De Navidad" [Primavera Remix]
4. John Dahlbäck - "Don't Speak"
5. deadmau5 - "Arguru"
6. First State featuring Anita Kelsey - "Falling"
7. Jonas Steur featuring Jennifer Rene - "Fall To Pieces"
8. JES - "Imagination" [Tiësto Remix]
9. Tom Cloud - "Mercury Room"
10. Marcus Schössow - "Chase My Rabbit"
11. Maor Levi - "Reflect"
12. Progression - "Different Day, Different Light"
13. Jedidja - "Dancing Water"
14. D'Alt Vila - "Breathing"

## Samplers
Als promotiemateriaal voor deze cd zijn 3 verschillende samplers uitgebracht. 1 daarvan werd op vinyl uitgebracht. Alle 3 de sample-cd's werden als eerst aangeboden op Beatport.